# Моляково (Ядринський район)
Моля́ково (рос. Моляково, чув. Моляк) — присілок у Чувашії Російської Федерації, у складі Совєтського сільського поселення Ядринського району.
Населення — 51 особа (2010; 44 в 2002, 75 в 1979, 128 в 1939, 141 в 1926, 80 в 1897, 69 в 1858).

## Історія
Історичні назви — Моляков, Моялкаси. Утворився 18 століття як виселок села Шуматово (нині Совєтське. До 1866 року селяни мали статус державних, займались землеробством, тваринництвом. 1930 року створено колгосп «Маяк» (імені Токсіна). До 1927 року присілок входив до складу Шуматовської волості Ядринського повіту, після переходу 1927 року на райони — у складі Аліковського, а з 1928 року — Ядринського району, з 1939 по 1956 роки — у складі Совєтського району, після ліквідації якого повернуто до складу Ядринського району.

## Господарство
У присілку діє спортивний майданчик.